# Шаймиев, Минтимер Шарипович
Минтиме́р Шари́пович Шайми́ев (тат. Минтимер Шәрип улы Шәймиев; род. 20 января 1937, Аняково, Поисевский сельсовет, Калининский район, Татарская АССР, РСФСР, СССР) — советский и российский государственный и политический деятель. Государственный советник Татарстана с 26 апреля 2010 года. Один из основателей Всероссийской политической партии «Единая Россия». Первый Президент Татарстана с 12 июня 1991 по 25 марта 2010 года.
Полный кавалер ордена «За заслуги перед Отечеством». Герой Труда Российской Федерации (2017). Кавалер ордена Святого апостола Андрея Первозванного (2022).

## Ранняя жизнь и карьера

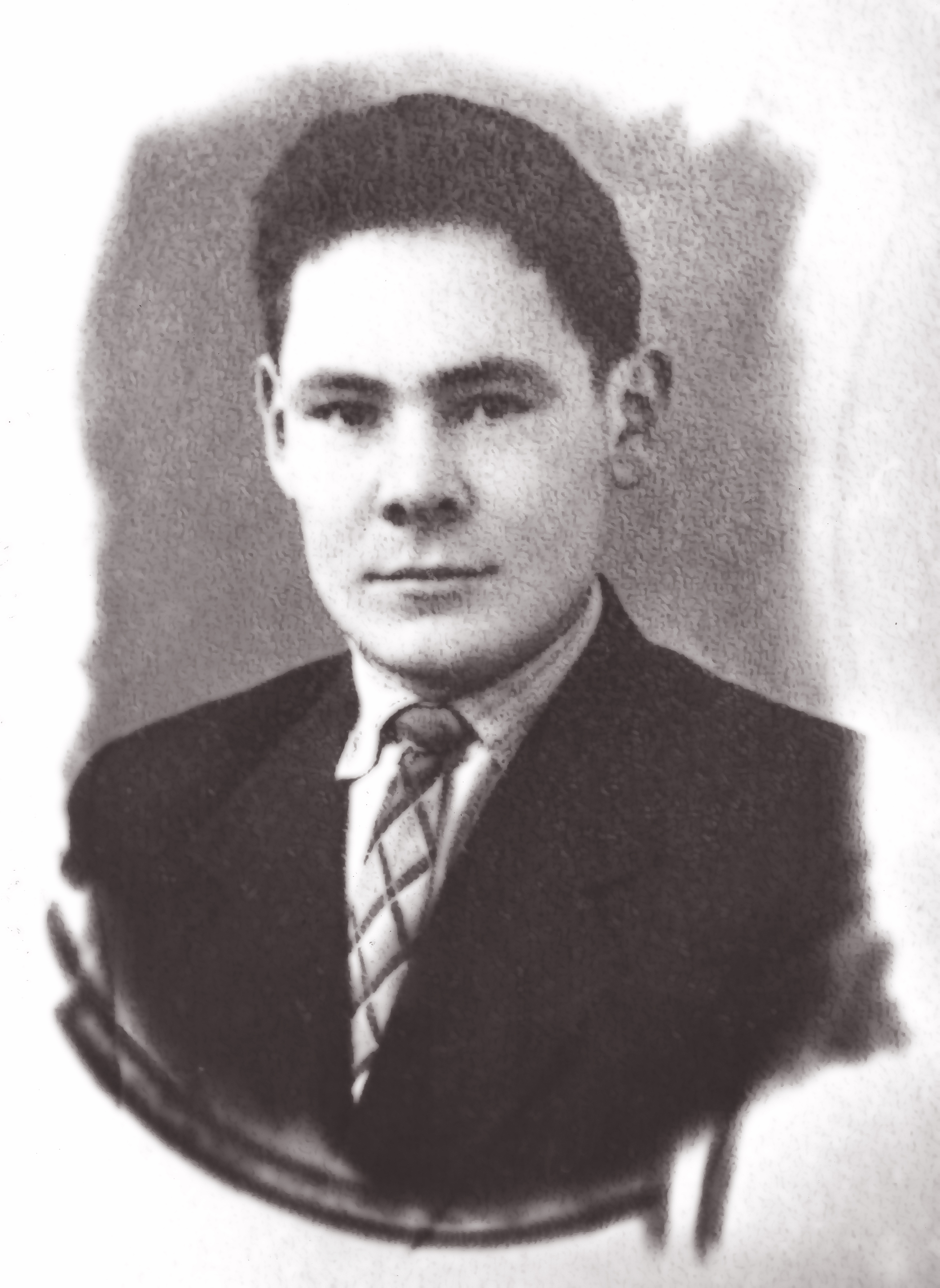
Минтимер Шаймиев в 1959 г.

Минтимер Шаймиев родился в татарской семье. Фамилия его отца, Шагишарипа Шаймухамметовича (1901—1967) происходит от того, что деда Шаймиева — Шаймухаммата (1870—1929) в деревне называли Шайми.
Детство Шаймиева пришлось на военные и послевоенные годы. В 1954 году, после окончания школы, он поступил в Казанский сельскохозяйственный институт на факультет механизации. Окончив институт, с 1959 по 1962 годы работал инженером, затем главным инженером Муслюмовской ремонтно-технической станции. В 1962 году в возрасте 25 лет он был направлен в Мензелинск управлять межрайонным объединением «Сельхозтехника».
В 1967 году начал административную карьеру — работал инструктором, заместителем заведующего сельскохозяйственным отделом Татарского обкома КПСС. В 1969—1983 гг. — Министр мелиорации и водного хозяйства Татарской АССР. В 1983 году — Первый заместитель Председателя Совета Министров ТАССР. В 1983—1985 гг. — секретарь Татарского обкома КПСС; 1985—1989 — Председатель Совета Министров ТАССР. В 1989 году избран первым секретарём Татарского обкома КПСС; 9 июля 1989 года избран (по Мензелинскому территориальному избирательному округу № 389) народным депутатом СССР; 1990—1991 — Председатель Верховного Совета Татарской АССР, затем Татарской ССР. В 1990—1991 гг. — член ЦК КПСС.

## Президент Татарстана
12 июня 1991 года на безальтернативной основе избран Президентом Республики Татарстан. В августе 1991 года во время попытки государственного переворота Шаймиев поддержал ГКЧП.
Под руководством Шаймиева была принята Декларация о государственном суверенитете Татарской ССР, а также разработана и принята Конституция Республики Татарстан. По инициативе Шаймиева в 1992 году был проведён Референдум по вопросу о государственном статусе Республики Татарстан, в ходе которого около 62 % избирателей проголосовали за то, чтобы Татарстан стал суверенным государством, «субъектом международного права, строящим свои отношения с Российской Федерацией и другими республиками, государствами на основе равноправных договоров». При активном участии Шаймиева в 1994 году был заключён Договор между Татарстаном и Российской Федерацией. Борис Ельцин вспоминал о Шаймиеве в связи с этим: «Какую он оказал помощь и поддержку, когда решался национальный вопрос! Когда мы были на грани вообще национальной розни в России. Ведь мы с ним смогли вдвоём договориться, и сразу все республики это поддержали и подхватили».

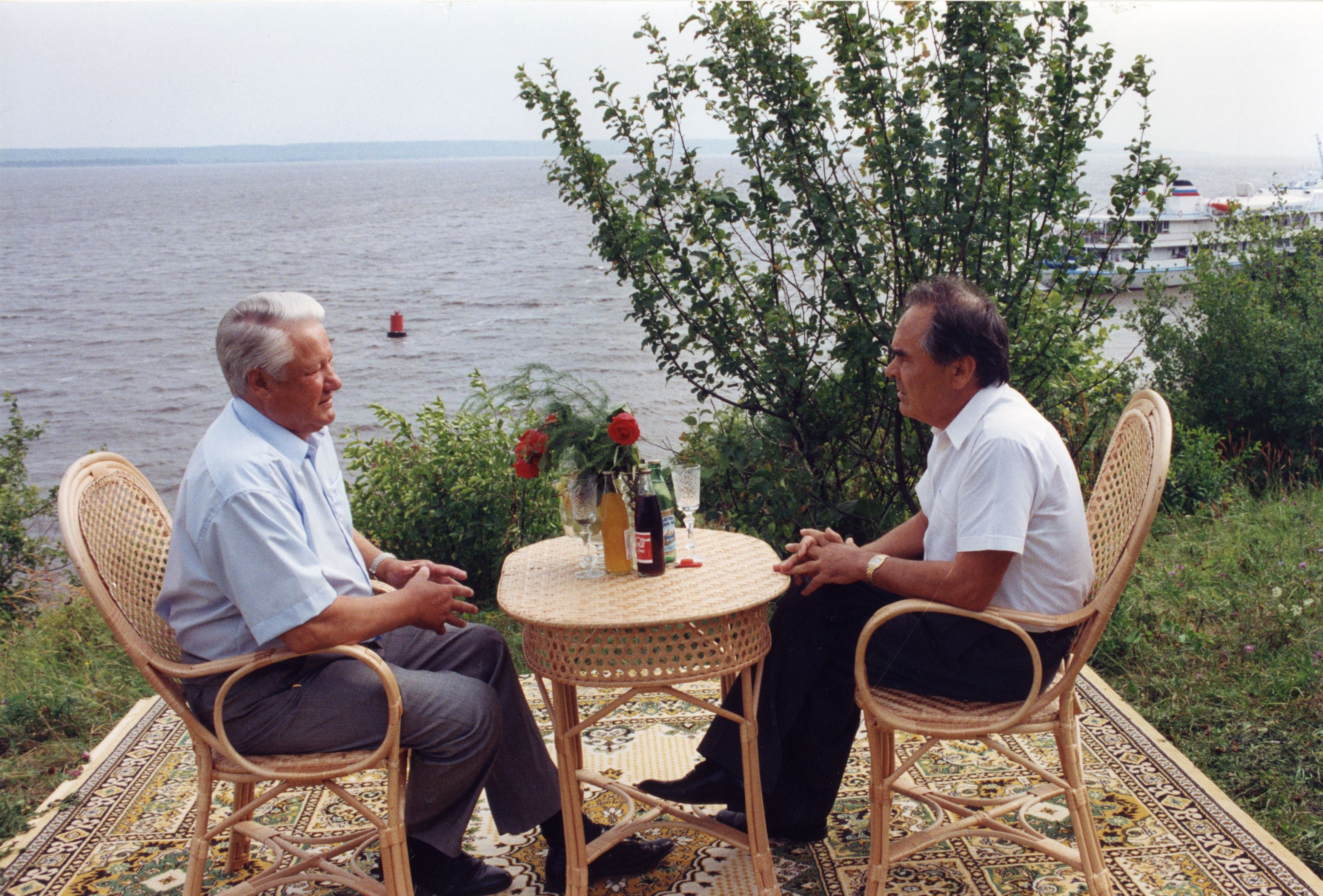
Минтимер Шаймиев и Борис Ельцин в августе 1994 года.

В 1996 году был переизбран на второй президентский срок в ходе безальтернативных выборов, получив 97 % голосов. В 2001 году президентские выборы впервые прошли на альтернативной основе: в них, помимо Минтимера Шаймиева, участвовали четыре кандидата, включая двух членов российской Думы (Сергей Шашурин и Иван Грачёв). Шаймиев получил 79,5 % голосов избирателей.
Член Совета Федерации Федерального Собрания Российской Федерации от Республики Татарстан с 5 апреля 1994 года по май 2001 года, в состав первого созыва Совета Федерации был избран на дополнительных выборах 13 марта 1994 года, во второй созыв входил по должности как президент Татарстана.
Под руководством Шаймиева учреждён периодически созываемый «Всемирный Конгресс Татар». Возглавлял официальную делегацию Республики Татарстан на II-м всемирном курултае башкир в 2002 году и на прочих важнейших мероприятиях федерального и регионального значения. Инициатор создания «Гаагской программы», направленной на поиск путей мирного разрешения конфликтов на постсоветском пространстве.
Член Государственного совета Российской Федерации, член Президиума Государственного совета Российской Федерации с 2 сентября 2000 по 12 марта 2001 и с 25 мая по 29 ноября 2009.
В 1999 году — один из учредителей и сопредседателей всероссийской партии «Отечество — Вся Россия», вошедшей «1 декабря 2001 года в партию Единая Россия», сопредседателем Высшего Совета которой он стал.
25 марта 2005 года Государственный Совет Республики Татарстан наделил Шаймиева полномочиями Президента Республики Татарстан по представлению президента Российской Федерации Владимира Путина (перед этим Шаймиев поставил перед Путиным вопрос о доверии к себе).

22 января 2010 года 73-летний Шаймиев за два месяца до истечения его полномочий объявил о самоотводе своей кандидатуры из списка 3 претендентов на наделение полномочиями Президента республики, внесённых в конце 2009 года правящей партией «Единая Россия». «Минтимер Шаймиев обратился с просьбой к Президенту России не рассматривать его кандидатуру», — сообщила пресс-секретарь президента РФ Наталья Тимакова. Шаймиев пояснил, что поддерживает курс, заявленный Дмитрием Медведевым в Послании Федеральному Собранию, и считает, что необходимо дать возможность проявить себя молодому поколению политиков, сообщил «Интерфакс». «Шаймиев поблагодарил главу государства за доверие и поддержку, которую он ощущал во время руководства республикой», — добавила пресс-секретарь.

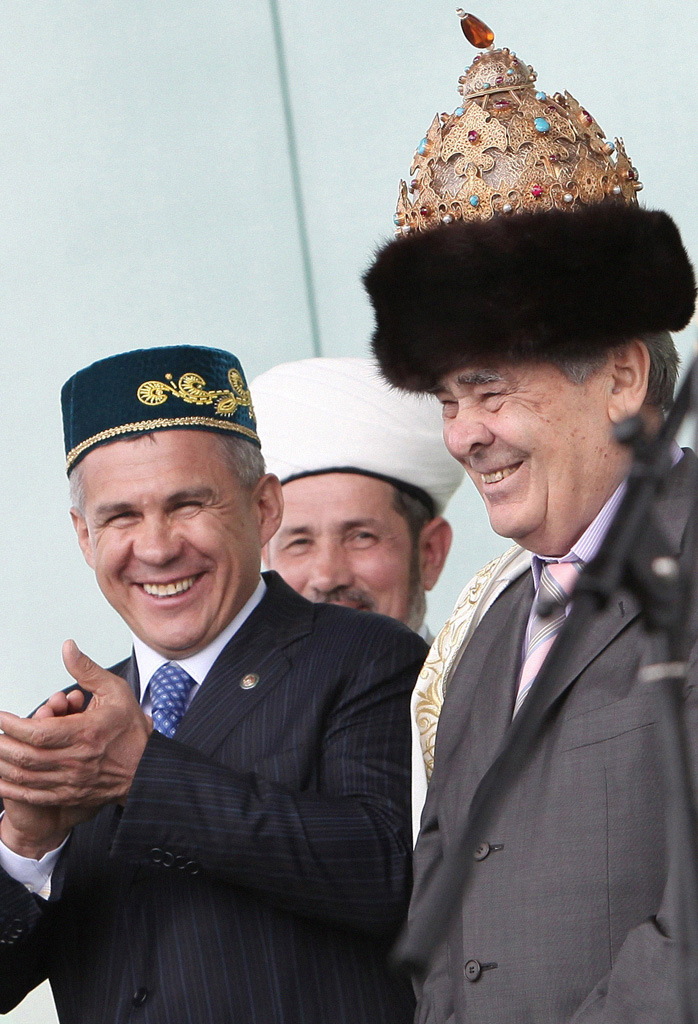
Минтимер Шаймиев и Рустам Минниханов

Полномочия Минтимера Шаймиева в качестве президента Татарстана истекли 25 марта 2010 года. В тот же день состоялась инаугурация второго президента Татарстана Рустама Минниханова.
В апреле того же года Шаймиев занял вновь учреждённую неоплачиваемую почётную должность Государственного Советника Республики Татарстан, являющегося пожизненным членом Парламента и субъектом внесения законодательных инициатив республиканского уровня.
Кроме того, Шаймиев является инициатором создания и Председателем Попечительского совета Республиканского фонда возрождения памятников истории и культуры Республики Татарстан. Фонд занимается реализацией проекта федерального значения «Культурное наследие Татарстана: Древний город Болгар и остров-град Свияжск».
По объёму сельскохозяйственной продукции Татарстан занимает второе место в Российской Федерации после Краснодарского края (2008). По строительству жилья на душу населения Татарстан находится на первом месте в Российской Федерации (2008). По объёму ВРП Татарстан занимает шестое место в РФ на 2008 год.
В 2010 на новостном телеканале «Россия 24» Минтимер Шаймиев отметил, что главным итогом своего президентства он считает изменение отношения к народу Татарстана и то, что Татарстан, по словам Шаймиева, сыграл огромную роль в сохранении целостности Российской Федерации в годы перестройки, также был показан текст первой присяги президента за подписью М.Шаймиева.
6 февраля 2012 года был официально зарегистрирован как доверенное лицо кандидата в Президенты РФ на тот момент премьер-министра Владимира Путина.
28 апреля 2017 года Указом президента Российской Федерации Минтимеру Шаймиеву присвоено звание Героя Труда Российской Федерации с формулировкой «за особые трудовые заслуги перед государством и народом».
В ходе президентских выборов 2018 года был доверенным лицом Владимира Путина.

## Книги о Шаймиеве
- «Илбашы» (Рабит Батулла, на русс. и тат. языках)
- «Минтимер Шаймиев» (Цыбульский И. У., Шайдуллина Н., русс. яз.)
- «Минтимер Шаймиев: Последний президент Татарстана» (Ирек Муртазин, русс. яз.)

## Семья

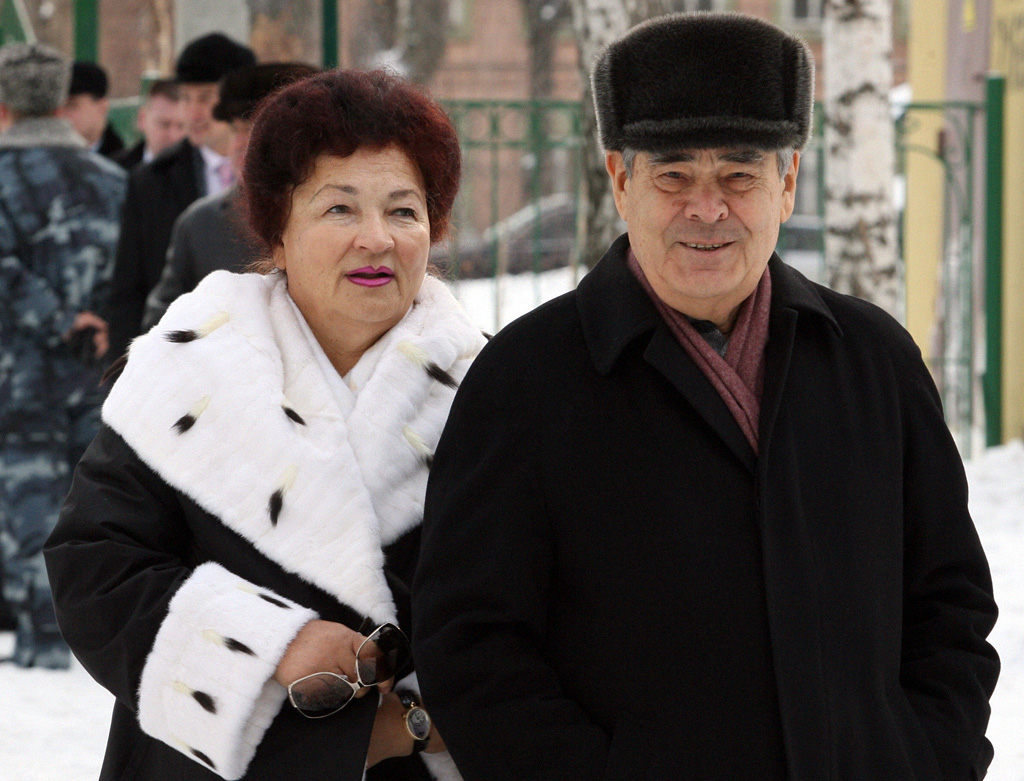
Минтимер Шаймиев с женой

Жена — Сакина Шакировна Шаймиева (1939—2018).
Сыновья — Айрат (род. 1962) и Радик Шаймиев (род. 1964), одни из богатейших бизнесменов Татарстана, совладельцы группы компаний «ТАИФ», состояние каждого, по оценкам журнала Forbes, более 1 млрд долл.
Утверждалось, что у Шаймиева девять сестёр и братьев. Одна из сестёр — владелец сети магазинов в восточной части республики. По состоянию на 2019 год, у Шаймиева также было четверо внуков и двое правнуков. Старшая внучка — Камиля, владела частью «ТАИФ».

## Награды

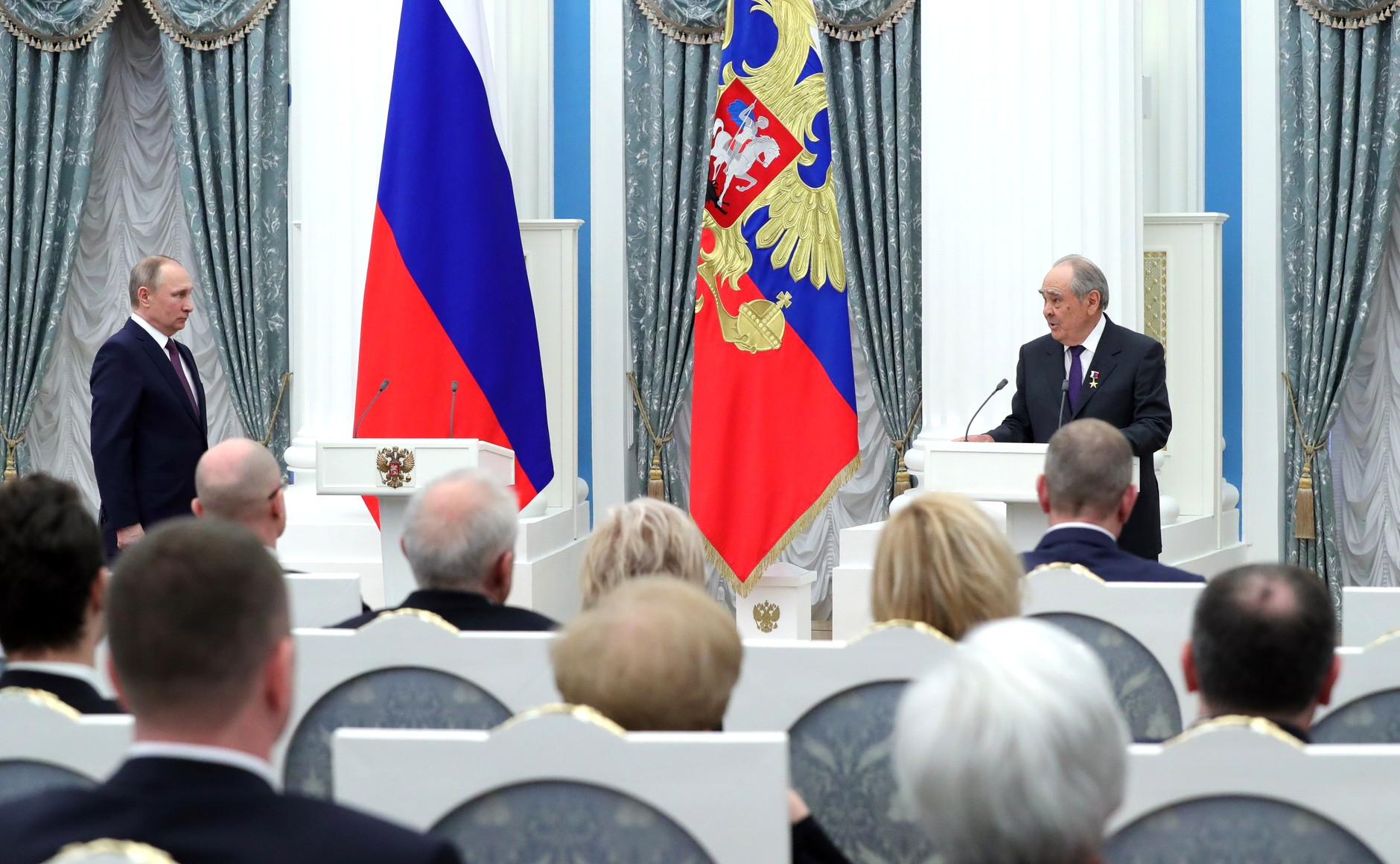
На церемонии присвоения звания «Герой Труда Российской Федерации», 28 апреля 2017 года

### Государственные награды

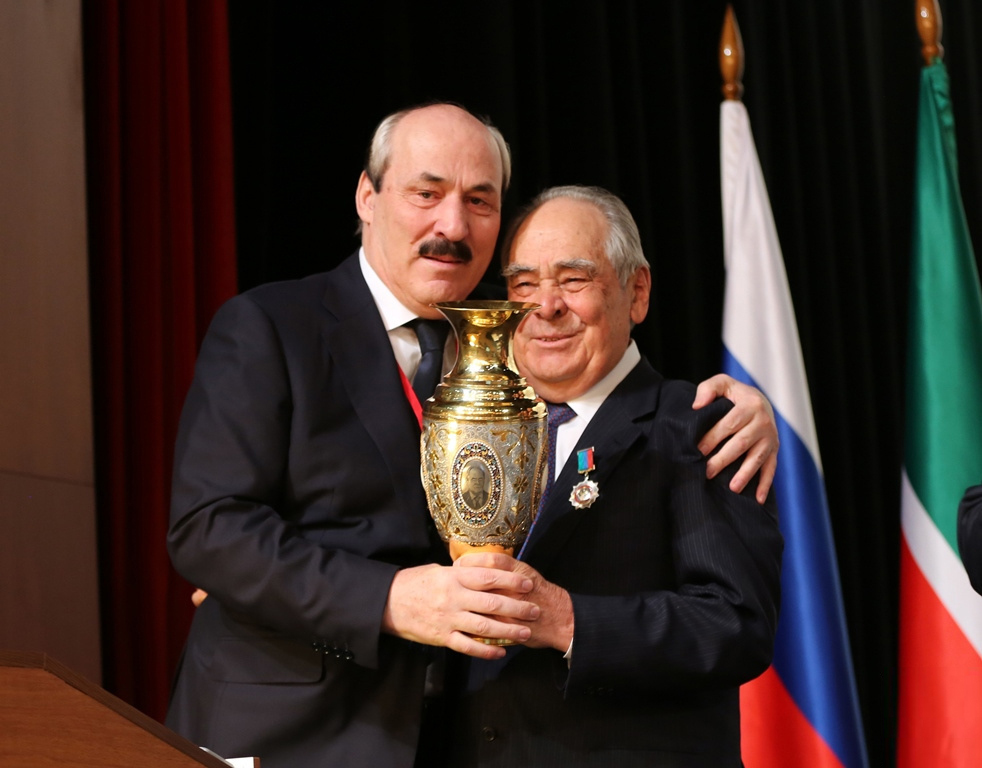
Глава Дагестана Рамазан Абдулатипов вручает орден «За заслуги перед Республикой Дагестан» Минтимеру Шаймиеву. Казань, 2017 год

- Герой Труда Российской Федерации (25 апреля 2017 года) — за особые трудовые заслуги перед государством и народом[42]
- Орден Святого апостола Андрея Первозванного (20 января 2022 года) — за выдающиеся заслуги перед государством и многолетнюю плодотворную общественную деятельность[43]
- Орден «За заслуги перед Отечеством» I степени (19 января 2007 года) — за выдающийся вклад в укрепление российской государственности и социально-экономическое развитие республики[44]
- Орден «За заслуги перед Отечеством» II степени (17 января 1997 года) — за большой личный вклад в укрепление и развитие российской государственности, дружбы и сотрудничества между народами[45]
- Орден «За заслуги перед Отечеством» III степени (6 февраля 2010 года) — за большой вклад в социально-экономическое развитие республики и многолетнюю добросовестную работу[46]
- Орден «За заслуги перед Отечеством» IV степени (14 января 2014 года) — за большой вклад в подготовку и проведение XXVII Всемирной летней универсиады 2013 года в городе Казани[47]
- Орден Ленина (1966 год)[48]
- Орден Октябрьской Революции (1976 год)[48]
- Орден Трудового Красного Знамени (1971 год)[48]
- Орден Дружбы народов (1987 год)[48]
- Медаль «В память 300-летия Санкт-Петербурга» (2003 год)
- Медаль «В память 1000-летия Казани» (2005 год)
- наградной пистолет ПМ (20 января 2002)[49]
- наградное холодное оружие — именная сабля «Восточная» (реплика иранской сабли «шамшир» XVI века)[50];
- Орден «За заслуги перед Республикой Татарстан» (2010 год)[51]
- Медаль «В ознаменование добычи трехмиллиардной тонны нефти Татарстана» (2007 год)
- Золотая медаль Академии наук Республики Татарстан «За достижения в науке» (2013 год)[52].
- Орден «Честь и слава» II степени (Абхазия, 2003 год) — за значительный вклад в укрепление мира и дружественных отношений на Кавказе и активную помощь и поддержку Абхазии[53]
- Государственная премия мира и прогресса Первого Президента Республики Казахстан (2005)[48][54]
- Почётный гражданин Казани (2005 год)[55]
- Орден почёта «Аль-Фахр» первой степени (июнь 2005 г.)[56]
- Международная премия короля Фейсала (Саудовская Аравия) — «за вклад в возрождение исламской культуры». (2007 год)[57]
- Почётный член Российской академии художеств[58]
- Орден Достык I степени (2010 г.).
- Знак отличия «Золотой век»[болг.] (Болгария, 2012 год)[59].
- Орден «Дуслык» (Республика Татарстан, 2015 год)[60]
- Орден «За заслуги перед Республикой Дагестан» (20 января 2017 год) — за большой вклад в укрепление дружбы и сотрудничества между Республикой Дагестан и Республикой Татарстан, развитие экономических и культурных связей[61]
- Премия Правительства Российской Федерации в области культуры (2 марта 2020 года) — за проект музеефикации Болгарского историко-археологического комплекса и острова-града Свияжск[62].

Поощрения Президента и Правительства Российской Федерации
- Почётная грамота Президента Российской Федерации (12 декабря 2008 года) — за активное участие в подготовке проекта Конституции Российской Федерации и большой вклад в развитие демократических основ Российской Федерации[63]
- Благодарность Президента Российской Федерации (27 января 2010 года) — за активное участие в подготовке и проведении заседаний Государственного совета Российской Федерации[64]
- Благодарность Президента Российской Федерации (25 августа 2005 года) — за активное участие в работе Государственного совета Российской Федерации[65]
- Благодарность Президента Российской Федерации (19 февраля 2001 года) — за большой вклад в укрепление российской государственности[66]
- Благодарность Президента Российской Федерации (12 августа 1996 года) — за активное участие в организации и проведении выборной кампании Президента Российской Федерации в 1996 году[67].
- Медаль Столыпина П. А. I степени (Правительство Российской Федерации, 20 января 2012 года) — за заслуги в решении стратегических задач социально-экономического развития страны[68]
- Почётная грамота Правительства Российской Федерации (5 июня 2008 года) — за высокие показатели в подготовке граждан Российской Федерации к военной службе, организации и проведении призыва на военную службу в 2007 году[69]
- Почётная грамота Правительства Российской Федерации (20 января 2007 года) — за большой личный вклад в социально-экономическое развитие[70]
- Почётная грамота Правительства Российской Федерации (18 января 1997 года) — за заслуги перед государством и многолетний добросовестный труд[71]
- Благодарность Правительства Российской Федерации (6 июня 2009 года) — за высокие показатели в подготовке граждан Российской Федерации к военной службе, организации и проведении призыва на военную службу в 2008 году[72]

### Ведомственные награды и знаки отличия
- Нагрудный знак МИД России «За вклад в международное сотрудничество» (2007)[73]

### Религиозные награды
- Орден Святого благоверного князя Даниила Московского I степени (1997, РПЦ)
- Орден Преподобного Сергия Радонежского I степени (2005, РПЦ)[74]
- Орден преподобного Андрея Иконописца I степени (2021) — во внимание к помощи в строительстве Казанского собора г. Казани[75]
- Орден «Аль-’Иззат» степень «Талха бин Губайдилляh радыяЛЛаhу’анhу» (14 июня 2014, ЦДУМ)[76]

### Награды от неправительственных организаций
- Почётное звание «Добрый ангел мира»[77]
- Олимпийский орден (2008) — за выдающийся вклад в развитие Олимпийского движения
- Орден Св. Анны I степени (ноябрь 2013) — в связи с 400-летием дома Романовых[78]
- Лауреат национальной премии «Серебряный лучник» (1998)[79].

## Известные адреса
- Казань, Светлая улица, дом 24[80].
- Казань, улица Гагарина, дом 14[80][81].
- Казань, улица Лейтенанта Шмидта, дом 46[82].